# Fastlane (2015)
Fastlane (2015) là một sự kiện pay-per-view đấu vật chuyên nghiệp và sự kiện của WWE Network sản xuất bởi WWE, diễn ra ngày 22 tháng 2 năm 2015, tại FedExForum ở Memphis, Tennessee. It was the first Fastlane event, replacing Elimination Chamber.
Có 7 trận đấu diễn ra ở sự kiện và không có trận nào ở pre-show. Trong sự kiện chính, Roman Reigns đánh bại Daniel Bryan để giành lại đai WWE World Heavyweight Championship trước Brock Lesnar tại WrestleMania 31. Trong các trận đấu khác, Bad News Barrett bảo vệ thành công đai WWE Intercontinental Championship trước Dean Ambrose và Rusev đánh bại John Cena bằng đòn khóa để giành lại đai WWE United States Championship. Cũng trong sự kiện Triple H có cuộc mâu thuẫn "mặt đối mặt" với Sting.
Sự kiện nhận được 46.000 lượt mua (ngoại trừ lượt xem ở WWE Network), giảm so với con số ở Elimination Chamber 2014 là 183.000 lượt mua, bắt đầu cho sự khởi động của WWE Network.

## Bối cảnh
Fastlane diễn ra liên quan đến các đô vật theo các mối thù có kịch bản trước, các cốt truyện và chuỗi câu chuyện đã được phát sóng trong các chương trình WWE trên TV, Raw và SmackDown. Các đô vật sẽ đóng vai anh hùng hoặc kẻ thù sau một chuỗi sự kiện căng thẳng được tích lũy từ một trận đấu hoặc một chuỗi các trận đấu.
Ngày 23 tháng 11 năm 2014, trong sự kiện chính của Survivor Series, Sting đã có màn xuất hiện đầu tiên trên sàn đấu WWE khi tấn công Triple H với một cú Scorpion Death Drop và kéo Dolph Ziggler lên trên Rollins, giúp Team Cena chiến thắng và khiến cho The Authority (Nhóm Quyền lực) bị mất quyền điều hành, nằm trong điều khoản thứ hai của trận đấu. Trong Raw ngày 19 tháng 1 năm 2015, Sting có màn ra mắt khi xuất hiện sau hậu trường trong sự kiện chính, một trận đấu 3 chấp 1 giữa John Cena và đội của Big Show, Kane, và Rollins. Ánh đèn trong nhà thi đấu mờ dần và Sting bước ra sân khấu, chỉ vào The Authority đang ở vị trí quanh sàn đấu. Sự sao lãng đã giúp John Cena đè Rollins để giành chiến thắng, giúp phục hồi công việc cho những đô vật vừa bị sa thải trước đó Ziggler, Ryback, và Erick Rowan. Ngày 26 tháng 1, thông báo được đưa ra thông qua WWE.com rằng Triple H thách thức Sting một cuộc chạm trán mặt đối mặt tại Fastlane. Tại Raw ngày 9 tháng 2, Triple H lại gọi Sting ra để chấp nhận lời thách thức. Ánh đèn tắt đi, và một nhóm người đóng giả Sting xuất hiện quanh nhà thi đấu và ngay trong sàn đấu qua các đèn pha, và một thông báo bằng video xuất hiện cho thấy Sting chấp nhận lời đề nghị của Triple H trên màn hình TitanTron.
Trong phóng sự sau Royal Rumble, Rusev ngắt lời phỏng vấn của John Cena và lao vào nhau. Ngày 26 tháng 1, WWE.com thông báo rằng Rusev sẽ bảo vệ chức vô địch United States Championship của anh với Cena tại Fastlane.
Tại SmackDown ngày 29 tháng 1, thông báo được đưa ra rằng Nikki Bella sẽ bảo vệ chức vô địch Divas Championship của cô với Paige.
Tại Raw ngày 2 tháng 2, Roman Reigns bị The Authority lôi kéo để đồng ý bảo vệ cơ hội tranh đai  WWE World Heavyweight Championship của mình tại WrestleMania 31, mà anh đã giành được sau khi chiến thắng trận Royal Rumble, bằng một trận đấu ở Fastlane. Một lúc sau trong đêm đó, Daniel Bryan đánh bại Seth Rollins để giành quyền đối mặt với Reigns tại Fastlane.
Trong Raw ngày 19 tháng 1, Dean Ambrose đánh bại Bad News Barrett. Trong các tuần sau đó, Ambrose yêu cầu một trận đấu tranh đai Intercontinental Championship, nhưng Barrett từ chối. Tại Raw ngày 16 tháng 2, sau khi Barrett đánh bại Damien Mizdow, Ambrose tấn công Barrett bằng cách buộc tay anh vào cột sàn đấu, buộc ký vào hợp đồng và Barrett phải bảo vệ chức vô địch tại sự kiện này.
Tại SmackDown ngày 29 tháng 1, Tyson Kidd đánh bại Jey Uso. Tại Raw ngày 2 tháng 2, Cesaro đánh bại Jimmy Uso. Tại Raw ngày 9 tháng 2, Cesaro và Kidd tiếp tục đánh bại The Usos. Tại Raw ngày 16 tháng 2, thông báo được đưa ra rằng The Usos sẽ bảo vệ đai Tag Team Championship của mình trước Cesaro và Kidd.
Trong đầu năm, Gold and Stardust bắt đầu có vấn đề trong các trận đấu, khi Stardust ngày càng bảo vệ vai quảng cáo của mình hơn, làm cho Goldust phải cố gắng nói chuyện với người em trai Cody của mình. Nó khiến cho Stardust tức giận và bỏ cuộc giữa chừng trong một trận đấu với The Ascension tại Raw ngày 2 tháng 2. Tại Raw ngày 16 tháng 2, mặc cho lời cầu xin mãnh liệt của người cha Dusty Rhodes, sau khi thua The New Day, Stardust đánh Goldust với đòn kết liễu cũ của Cody, và giải thể đội. Tại SmackDown ngày 19 tháng 2, thông báo được đưa ra rằng Goldust sẽ đối mặt Stardust tại sự kiện này.
Tại Raw ngày 9 tháng 2, Dolph Ziggler, Ryback và Erick Rowan xuất hiện, giúp Daniel Bryan và Roman Reigns đánh bại Seth Rollins, Big Show, Kane và J&J Security. Tại Raw ngày 16 tháng 2, sau khi Ziggler đánh bại Rollins nhờ luật chống phạm quy, anh bị Rollins và J&J Security tấn công, nhưng Ryback và Rowan xuất hiện giải cứu cho Ziggler. Tại SmackDown ngày 19 tháng 2, sau khi Rollins đánh bại Ziggler, The Authority tấn công Ziggler, Ryback và Rowan. Ngày 19 tháng 2, WWE.com thông báo Ziggler, Ryback, và Rowan sẽ đối mặt Rollins, Big Show, và Kane trong trận đấu đồng đội 6 người tại Fastlane.
Chương trình trước buổi diễn có màn phát sóng "Miz TV" đặc biệt với khách mời đặc biệt Paul Heyman.

## Sự kiện
The Miz tổ chức một phân đoạn của Miz TV, trong khi anh quát mắng trợ lý riêng của anh Damien Mizdow, ra lệnh Mizdow chỉ ngồi một góc, tiếp tục màn thù địch giữa hai bên. Miz phỏng vấn Paul Heyman, người thông báo rằng Brock Lesnar sẽ không xuất hiện, nhưng Lesnar sẽ đánh bại bát cứ ai chiến thắng trong sự kiện chính tại WrestleMania để bảo vệ chức vô địch WWE World Heavyweight Championship của mình. Không có trận nào diễn ra trong pre-show.

### Các trận đấu mở đầu
Trận đấu đầu tiên là trận đồng đội 6 người với sự góp mặt của Dolph Ziggler, Erick Rowan, và Ryback đối đầu với các thành viên của Authority Seth Rollins, Big Show, và Kane. Kane giành chiến thắng cho đội của anh khi đè Ziggler nhờ một cú Chokeslam, trong khi Big Show đánh Ziggler với một cú KO Punch và Rollins làm sao nhãng trọng tài. Sau trận đấu, Rollins dùng Curb Stomp với Ziggler và Rowan. Trong khi chuẩn bị cú Curb Stomp cho Ryback, Randy Orton trở lại và dùng cú RKO với nhiều thành viên của Authority, trong khi Rollins rút chạy khỏi nhà thi đấu.
Trận đấu thứ 2 là một trận đấu đơn giữa Goldust và Stardust. Goldust đánh bại người em trai Stardust nhờ một cú đè người kiểu roll-up. Sau trận đấu, Stardust bắt tay Goldust nhưng một lúc sau ở hậu trường, Stardust tấn công anh mình và đe dọa người cha Dusty Rhodes, nói rằng mối thù này vẫn chưa thể kết thúc.
Trận đấu thứ 3 là trận tranh đai WWE Tag Team Championship giữa đội của  Cesaro, Tyson Kidd và The Usos (Jey Uso và Jimmy Uso). Cesaro và Kidd giành được đai sau khi Kidd thực hiện cú Fisherman's Neckbreaker với Jimmy. Đây là chức vô địch đầu tiên của Kidd và Cesaro với tư cách 1 đội cũng như chức vô địch đầu tiên của Kidd trong gần 5 năm.
Trong một diễn biến sau đó, Triple H cắt một đoạn quảng cáo về sự tức giận của mình với Sting. Khi Sting xuất hiện, Triple H muốn làm kinh doanh với Sting, khi cho phép Sting trở thành biểu tượng bất hủ trên WWE Network và thậm chí đề cử anh vào WWE Hall of Fame. Sau khi lời đề nghị thất bại, Triple H tấn công Sting, rời sàn đấu để lấy chiếc búa tạ đặc quyền, nhưng thay vào đó Sting quay lại với chiếc gậy bóng chày đặc quyền của mình. Khi dồn Triple H vào một góc sàn đầu, Sting chỉ vào biểu tượng WrestleMania, im lặng thách thức một trận đấu với Triple H. Triple H cố gắng tấn công Sting từ phía sau, nhưng Sting vung chiếc gậy vào bụng Triple H và thực hiện một cú Scorpion Deathdrop để kết thúc câu chuyện. Sau đó thông báo chính thức được đưa ra về trận đấu giữa 2 người tại WrestleMania.
Trận đấu thứ 4 là trận đấu tranh đai WWE Divas Championship giữa Nikki Bella (cùng Brie Bella) với Paige. Nikki bảo vệ được chức vô địch Divas Championship sau khi thực hiện một cú roll-up Paige trong khi kéo quần nịt Paige, một cú đánh bất hợp pháp nhưng không bị trọng tài phát hiện.
Trận đấu thứ 5 diễn ra là trận tranh đai WWE Intercontinental Championship giữa Bad News Barrett và Dean Ambrose. Barrett bảo vệ được danh hiệu Intercontinental Championship khi nhiều lần nỗ lực cố ý để bị xử thua bằng đếm ngược (bởi vì danh hiệu không đổi chủ nhờ luật đếm ngược), trọng tài xử Ambrose thua vì luật chống phạm quy khi tấn công Barrett trong góc và không lùi lại sau 5 lượt đếm. Sau trận đấu, Ambrose cho Barrett một cú Dirty Deeds và rời khỏi sàn đấu với đai vô địch trong tay.
Trong một diễn biến bất ngờ khác, nhiều người bịt mặt cầm đuốc đứng dọc bờ dốc vào sàn đấu trong khi một quan tài được đẩy xuống sàn đấu, khiến khán giả tin rằng The Undertaker trở lại. Tuy nhiên thay vào đó, Bray Wyatt nằm trong quan tài, tiết lộ rằng những bức hình bí ẩn trong các tuần qua là để nhắm đến The Undertaker. Sau đó Wyatt chính thức thách đấu The Undertaker một trận tại WrestleMania.
Trong trận đấu thứ 6, Rusev chạm trán John Cena để tranh đai United States Championship. Trong một trận giằng co qua lại, Rusev thoát khỏi nhiều cú Attitude Adjustment nhưng không đè được Cena. Cena thực hiện nhiều cú Attitude Adjustment, nhưng Rusev lại thoát được. Rusev phản công cú Leg drop thành quả Power bomb, thực hiện đòn khóa Accolade đặc quyền, nhưng Cena phá được. Trong khi Lana, người phục vụ của Rusev đánh lạc hướng trọng tài, Rusev thực hiện một cú Low Blow với Cena, giúp anh khóa được Cena bằng Accolade lần thứ hai. Do Cena bất tỉnh, trọng tài buộc phải dừng trận đấu. Đây là trận thua bằng đòn khóa đầu tiên của Cena trong 11 năm kể từ PPV No Way Out năm 2004.

### Sự kiện chính
Trong sự kiện chính, Roman Reigns bảo vệ quyền thi đấu trận tranh đai WWE World Heavyweight Championship tại WrestleMania trước Daniel Bryan, người được tham gia nhờ trận thắng ở Raw đầu tháng. Reigns và Bryan đều thực hiện những miếng đánh sở trường, bao gồm Apron Dropkick của Reigns và Surfboard Submission của Bryan. Bryan thực hiện đòn khóa Yes Lock với Reigns, nhưng Reigns đã chạm được vào dây đài. Khi Reigns lăn khỏi sàn đấu, Bryan thực hiện 2 cú bay người, nhưng nỗ lực lần thứ 3 khiến cho Reigns bắt được Bryan và thực hiện một cú Suplex bên ngoài sàn đấu. Cả hai đều nỗ lực thoát khỏi 10 lần đếm của trọng tài. Reigns thực hiện cú Superman Punch, nhưng Bryan thoát được. Sau đó, Bryan thực hiện cú Running Knee, nhưng Reigns lại thoát được. (Trước trận đấu này chưa từng có ai thoát khỏi được cú Running Knee.) Sau một chuỗi thực hiện các cú đá Roundhouse, Bryan nỗ lực thực hiện Running Knee lần thứ 2, nhưng Reigns phản công với một cú Spear và đè Bryan. Dù với vẻ tức giận bên ngoài, Bryan lại bắt tay Reigns' và nói thêm rằng "you better kick his (Lesnar's) ass" (anh xứng đáng đánh bại Lesnar) và chương trình kết thúc khi cả hai đều rời khỏi sàn đấu.

## Kết quả
Paul Heyman tiết lộ sau chương trình trên tài khoản Twitter rằng khách hàng của ông, người vô địch WWE World Heavyweight Champion Brock Lesnar sẽ xuất hiện tại Raw đêm sau đó để nói về chiến thắng của Reigns. Nhưng Lesnar không xuất hiện cùng với Heyman.
Tại Raw ngày 23 tháng 2, Randy Orton khởi động chương trình và gọi Seth Rollins ra thi đấu một trận, nhưng lại gặp The Authority, và anh đã cho là gia nhập lại, công bố rằng đó là vì lợi ích lớn hơn. Trong khi đó Dolph Ziggler, Ryback, và Erick Rowan trả thù cho trận thua tại Smackdown ngày 26 tháng 2 khi đánh bại Rollins, Kane, và Big Show.  Tại Raw ngày 9 tháng 3, Orton xúc phạm từng thành viên của The Authority, chỉ để xem như là một trò đùa, nhưng sau đó, khi Orton và Rollins chạm trán Roman Reigns trong một trận đấu 2 chấp 1, Orton bị Rollins từ chối đổi người, cố ý khiến họ thua trận. Sau đó, Orton tấn công bạo lực Rollins, và kết thúc bằng 1 cú RKO trên bàn thông báo.
Bray Wyatt chính thức thách đấu The Undertaker sau một chuỗi các tin nhắn bí ẩn trong các tập của Raw và SmackDown trong tháng 2 và nói rằng anh không còn sợ The Undertaker nữa và tuyên bố sẽ là "The new face of fear" (nỗi sợ hãi mới).  Tại Raw ngày 9 tháng 3, Undertaker chấp nhận lời thách đấu với Wyatt tại WrestleMania 31.
| #                                           | Kết quả | Thể loại                                                                                                | Thời gian |
| ------------------------------------------- | --- | --- | --------- |
| 1                                           | The Authority (Big Show, Kane và Seth Rollins) (cùng với Jamie Noble và Joey Mercury) đánh bại Dolph Ziggler, Erick Rowan và Ryback | Trận đấu đồng đội 6 người                                                                               | 13:01     |
| 2                                           | Goldust đánh bại Stardust | Trận đấu đơn                                                                                            | 08:55     |
| 3                                           | Cesaro và Tyson Kidd (cùng với Natalya) đánh bại The Usos (Jey Uso và Jimmy Uso) (c) (cùng với Naomi)                               | Trận đấu đồng đội tranh đai WWE Tag Team Championship                                                   | 09:33     |
| 4                                           | Nikki Bella (c) (cùng với Brie Bella) đánh bại Paige                                                                                | Trận đấu đơn tranh đai WWE Divas Championship                                                           | 05:34     |
| 5                                           | Bad News Barrett (c) đánh bại Dean Ambrose bằng luật chống phạm quy                                                                 | Trận đấu đơn tranh đai WWE Intercontinental Championship                                                | 07:58     |
| 6                                           | Rusev (c) (cùng với Lana) đánh bại John Cena bằng đòn khóa technical                                                                | Trận đấu đơn tranh đai WWE United States Championship                                                   | 18:42     |
| 7                                           | Roman Reigns đánh bại Daniel Bryan                                                                                                  | Trận đấu đơn để xác định ứng viên số 1 tranh đai WWE World Heavyweight Championship tại WrestleMania 31 | 20:10     |
| - (c) – chỉ người vô địch bước vào trận đấu | | |           |

## Nhân sự trên màn ảnh khác
| Bình luận viên - Jerry Lawler - Michael Cole - John Bradshaw Layfield - Carlos Cabrera (tiếng Tây Ban Nha) - Marcelo Rodríguez (tiếng Tây Ban Nha) Bàn Pre-show - Renee Young - Booker T - Byron Saxton - Corey Graves | Người phỏng vấn - The Miz (Miz TV) - Eden (Pre-show) - Tom Phillips (Pre-show) Ring announcer - Lilian Garcia Trọng tài - John Cone - Rudy Charles - Darrick Moore - Matt Bennett - Charles Robinson - Mike Chioda |